# Нараяна
Нара́яна (санскр. नारायण; IAST: Nārāyaṇa) — один из образов и имен Вишну, олицетворяющий космическую реальность, включающую в себя множество миров, которые рождаются и пребывают в нём, а также возвращаются обратно после разрушения вселенной. Нараяна предстаёт универсумом бесчисленных вселенных. Материальные и духовные миры, полубоги и живые существа — все вращаются «на гончарном кругу времени» вокруг бессмертного неподвижного Нараяны. Со времён бхагаватизма именуется «Бхагаваном», то есть «Владыкой», «Подателем благ», «Наделяющим счастливой долей», «Щедрым», «Милостивым». Некоторые индологи полагают, что Нараяна, возможно, является аборигенным (не арийским) по происхождению божеством. От культа Нараяны в вайшнавизм пришла символика космического универсализма.

## Этимология
В древнеиндийском сборнике религиозно-нравственных и правовых предписаний под названием «Законы Ману» (Ману-смрити) приведено первое и, возможно, самое раннее объяснение имени Нараяны. В нём находит отражение связь Нараяны с водной стихией. Перед творением он пребывает в причинных водах, погружённый в сон, откуда возникает его имя «Тот, чья обитель — воды»:

Воды называются «нара», ибо воды — действительно порождение Нараяны; они — первое местопребывание его, поэтому он именуется Нараяной.
— Законы Ману, глава 1, текст 10
Елена Блаватская в «Теософском словаре» переводила имя Нараяны как «движущегося над Водами» пространства. По её выражению, Нараяна является титулом Вишну в его аспекте Святого Духа, движущегося над Водами Творения. В эзотерическом символизме это означает первичное проявление принципа жизни, распространяющегося в беспредельном Пространстве.
Имя Нараяна входит в Вишну-сахасранаму (1000 имён Вишну). В Панчаратре считается одной из 24 канонических форм Вишну, через которую он себя являет. Сопровождающим женским аспектом Нараяны является Лакшми в форме Канти (IAST: Kānti).
В эпосе Махабхарата Арджуна считается одним из воплощений Нары, а Кришна — Нараяны, воплощением Вишну. В вайшнавской теологии предлагается несколько интерпретаций имени Нараяны. В том числе «Тот, в ком люди находят убежище», «Основа бытия», «Путь людей», «Сын вод», «Витающий над водами», «Возлежащий на водах», «Обитатель человеческих сердец». В словаре профессора санскрита Оксфордского университета Монье Монье-Вильямса Нараяной назван сын живого существа Пуруши, из тела которого была создана Вселенная.

## Иконография
В иконографии индуизма Нараяна представлен в нескольких образах: Нараяна, возлежащий на Ананта-Шеше, Лакшми-Нараяна (Нараяна с супругой Лакшми), Сурья-Нараяна (Нараяна в образце бога Солнца), Сатья-Нараяна (воплощение истины, форма популярна в Северной Индии), Вайкунтха-Камаладжа (андрогенное божество, совмещающее в одном теле Нараяну и Лакшми). Встречаются также редкие образы, например, Шанкара-Нараяна в храме Минакши. В Ведах и Пуранах Нараяна описывается как прекрасный человек с синим цветом кожи, имеющий четыре или восемь рук. Они держат атрибуты Вишну: падму (цветок лотоса), Каумодаки (булаву), шанкху (раковину) и Сударшану-чакру (солнечный диск). Вечной и высшей обителью Нараяны за пределами материальной вселенной является Вайкунтха. Это мир или планета Вишну, где все её жители (освобождённые души) наслаждаются непрерывным блаженством и счастьем в обществе бога.
Образы Нараяны
|                                                |                                 |               |               |                     |                            |
| Нараяна, возлежащий на Шеше в причинном океане | Лакшми-Нараяна верхом на Гаруде | Сурья-Нараяна | Сатья-Нараяна | Вайкунтха-Камаладжа | Шанкара-Нараяна (Харихара) |

## Ведизми Нараяна как жертва
Впервые имя Нараяны встречается в древнейшем ведийском тексте Шатапатха-брахмана, который датируется первой половиной I тысячелетия до н. э. В нём Нараяна отождествляется с Пурушей, то есть жертвой, из чьего тела возникает Вселенная. В Шатапатха-брахмана изложена беседа Праджапати (бога-творца) с Нараяна-Пурушей:

Нараяна: «Принесите жертву! Приносите жертву!» Он [Праджапати] сказал: «Истинно, ты говоришь мне, принесите жертву, приносите жертву!». Трижды я приносил жертву: утром Васу [прислужнику Индры], в полдень Рудрам и вечером Адитьям; теперь у меня есть жертвенное место и я сижу на жертвенном месте.
— Шатапатха-брахмана, 12:3:4:1
Таким образом, Нараяна в ведический период связан с жертвенными ритуалами и жертвами. Благодаря жертвоприношениям ведические боги становятся милосердными. Однако среди жертвенных ритуалов Шатапатха-брахмана упоминает пурушамедху, жертвоприношение человека. Жертва должна была быть добровольной: доброволец брал на себя определённые обеты. Во время пурушамедхи декламируется космогонический гимн Пуруша-сукта. Жертва отождествляется с Пурушей, то есть с Нараяной. Происходит слияние жертвы и Нараяны, жертва становится «всеми» существами:

Пуруша-Нараяна возжелал: «Разве я могу превзойти всех существ! Я могу только здесь [во вселенной]!» Он узрел пятидневные жертвенные действа, пурушамедху, и принял его, и сделал подношение; и, совершив приношение [жертвы], он превзошел всех существ и стал всеми. Воистину тот, кто это знает, исполняет пурушамедху, или тот, кто это знает, превосходит всех существ и становится всем.
— Шатапатха-брахмана, 13:6:1:1
Ученые не могут сказать, совершались ли человеческие жертвоприношения на самом деле. Они могли носить символический характер или на пике ритуала человеческая жертва могла отпускаться или заменяться животной. В любом случае символизация жертвы начала происходить по мере роста влияния буддизма и джайнизма, в которых исповедуется принцип ненасилия. С уходом ведической религии и становлением бхагаватизма человеческие жертвы попали под запрет. В конце ритуала жертву символически «убивали» листом травы куша или касались жертвенным ножом.

## Упоминания
Нараяна упоминается во многих священных текстах индуизма, таких как Рудра-сукта, Пуруша-сукта, Нараяна-сукта, Хираньягарбха-сукта, Вишну-сукта, а также в упанишадах: Нараяна-упанишада, Иша-упанишада, Чхандогья-упанишада, Брихадараньяка-упанишада, Мундака-упанишада, Мандукья-упанишада, Катха-упанишада, Кена-упанишада, Прашна-упанишада, Шветашватара-упанишада, Маханараяна-упанишада, Нарасимха-тапани-упанишада.

## Теология
В молитве Брахмы, описанной в «Шримад Бхагаватам» (книга 10, часть 1, глава 14, текст 14), перечислены признаки Нараяны: он покоится в причинных водах вселенной, является душой всех живых существ, их внутренним правителем, свидетелем происходящего. Проявленный мир для Нараяны представлен сияющими сновидениями, которые Нараяна видит, задремав в причинных водах. Нараяна обладает несколькими божественным свойствами: бессмертностью, неизменностью, неповторимостью и бесконечностью (книга 10, часть 2, глава 40, текст 1).

Существуют как отдельный наблюдатель, душа, так и Верховный Наблюдатель, Мировая Душа, что пронизывает Своим сознанием бытие в целом. Верховный наблюдатель — сущий Сам по себе и для Себя. Он независим и самодостаточен. Он наблюдает, тогда как все прочие — предметы Его наблюдения. Вот почему Он непостижим. Он Сам в Себе, но являет Себя обывателю устами тех, к кому Он низошел Своею милостью. От Него исходит вездесущий свет. Он древнейший и вечно юный. Он повелевает всеми силами и повелителями сил. Он побуждает к творчеству. Он выше творца. Имя ему Нараяна, ибо в Нём находят убежище все сознательные существа. Он в полной мере обладает всеми богатствами и достоинствами. В Нём покоятся все существа и всё вещество, потому Его величают Васудевою. Он в сердцевине каждого существа, подобно жизненной силе внутри тела. Он — сознание мыслящего и движущая сила действующего.
— Шримад Бхагаватам, Книга 5, Глава 11, Тексты 13–14

## Космология
В ведизме Нараяну отождествляют с богом-творцом, Брахмой-Праджапати. В «Нараяна-упанишаде» с отсылкой на «Риг-веду» описывается его космогоническая роль. Пуруша-Нараяна пожелал создать живые существа. От него родилась прана (жизненная энергия), ум и все чувства, а также первоэлементы и полубоги (Брахма, Рудра, Индра, Адитьи). В «Нараяна-упанишаде» Нараяна ассоциируется с функциями творения (Брахма) и разрушения (Шива), которые он включает в себя, а также с внутренним (непроявленным) и внешним (проявленным) миром, с прошлым и будущим. В конечном счете, Нараяна предстает в абсолютном аспекте в духе философии адвайты, как единственный, вне которого никого и ничего не существует. Однако несмотря на атрибуты Высшей и единственной реальности, в той же «Нараяна-упанишаде» он «становится» Вишну как его неотъемлемая часть.
Нараяна участвует в творении миров во вселенной как Брахма. В период творения у Нараяны преобладает раджас-гуна. В роли Вишну Нараяна поддерживает равновесие и сохраняет вселенную. В течение периода равновесия Нараяна находится в саттва-гуне. В конце кальпы, или дня Брахмы, у Нараяны возрастает влияние тамас-гуны. В качестве Шивы он разрушает вселенную.
Некоторыми индологами высказывается гипотеза, что космическая роль Нараяны связана с тем, что его образ отражает более древнее божество, Сурью (Солнце). Подтверждением тому служит тот факт, что в иконографии Нараяна может передвигаться на солнечной колеснице. Более того, поклонение Солнцу сохранилось в образе Сурья-Нараяна или солнечного Нараяны. Специальные пуджы в честь Сурья-Нараяны проводятся по воскресеньям и другим предписанным правилами случаям. Для Сурья-Нараяны построено множество древних (Храм солнца в Конараке от XIII века) и современных храмов (Храм Шри Сурья Нараяна Свами в Бангалоре от 1995 года). В пещерных храмах Удаягири сохранилась панель Ананташаяна с Нараяной, возлежащем на Шеше, которая являлась частью астрономической схемы. По ней брахманы и население определяли важнейшие календарные даты солнечного года.

## Синкретизм
В вайшнавской Гопалатапани-упанишаде, написанной не позднее XIV века, прослеживаются три темы, связанные с Нараяной. Во-первых, Нараяна описан как первозданная трансцендентная (неперсонифицированная) форма бога. Во-вторых, демонстрируется синкретический подход, позволяющий ассоциировать Нараяну с другими образами Вишну. Наконец, в третьих, Нараяна представлен как непроявленный аспект Кришны. В первой главе Гопалатапани-упанишады её автор взывает к Нараяне:

Кешава, Нараяна, Говинда, Джанардхана, источник всего трансцендентного блаженства, Господь, спасающий преданных от несчастий, Мадхава, пожалуйста, спаси меня.
— Гопалатапани-упанишада, Глава 1, Текст 50
Нараяна ассоциируется с Кешавой (эпитет Сурьи), Говиндой (Кришной-пастухом), Джанардханой (дарующим благополучие) и Мадхавой (сладким). Во второй главе упанишады излагается беседа между Брахмой и Нараяной. Раскрывается космогоническая история создания вселенной, источником которой выступает Нараяна:

Он сказал: вначале существовал только Господь Нараяна. В нём материальные миры сплетаются как нитки на ткацком станке. Из его лотосного сердца родился полубог Брахма. Когда Брахма завершил суровые аскезы, Господь Нараяна благословил его…
Завершив благочестивые молитвы Брахме, который был восхищён медитацией на трансцендентную форму Господа, и предоставив ему способности для создания вселенной, Господь Нараяна исчез.
— Гопалатапани-упанишада, Глава 2, Текст 29-30, 117
Кроме того, во второй главе упанишады Нараяна ассоциируется как с Вишну, так и с Кришной. С одной стороны, Нараяна обладает атрибутами Вишну. С другой стороны, он проживает в духовном мире Кришны, на Матхуре (вместо Вайкунтхи):

Господь Нараяна продолжил: о Брахма, украшенный гирляндой из лесных цветов, держа раковину, диск, булаву и лотос, я буду жить вечно в Матхуре.
— Гопалатапани-упанишада, Глава 2, Текст 54

## Нараяна в четырёх божественных эманациях
Согласно брахманской концепции четырёх вьюх (эманаций), первыми двумя манифестациями Нараяны выступают Васудева-Кришна и Санкаршана-Баларама, что свидетельствует о синкретизме мифологии Нараяны. В философии гаудия-вайшнавизма, Нараяна происходит из Кришны. Вначале Кришна являет себя как Бала-деву, потом из него исходит чатур-вьюха (четыре манифестации — Прадьюмна, Анируддха, Васудева, Санкаршана), а из них возникает Нараяна. В гаудия-вайшнавизме Вишну считается проявлением Нараяны. Последний являет себя как вторую чатур-вьюху, из неё происходит Маха-Вишну, потом — Гарбходакашайи Вишну и из него — Кширодакашайи Вишну.
Манифестации Кришны в гаудия-вайшнавизме
| Вьюха (эманация) | Вьюхантара (вторичная эманация) | Вьюхантара (вторичная эманация) | Вьюхантара (вторичная эманация) |
| ---------------- | ------------------------------- | ------------------------------- | ------------------------------- |
| Васудева         | Кешава                          | Нараяна                         | Мадхава                         |
| Санкаршана       | Говинда                         | Вишну                           | Мадхусудана                     |
| Прадьюмна        | Тривикрама                      | Вамана                          | Шридхара                        |
| Анируддха        | Хришикеша                       | Падманабха                      | Дамодара                        |

## Мантра Нараяны
Нараяне посвящена восьмислоговая мантра (ashtaksharamantra, санск. अष्टाक्षरमन्त्र). Её чтение предписано Панчаратрой, и в шри-вайшнавизме она является одной из главных мантр Вишну. Согласно тамильской традиции, Вишну-Тирумаль прошептал мантру на ухо альвару Тирумангаю, поэтому на тамильском её называют «тиру-мантра» (Tirumantiram).
| Мантра                        | Произношение     | Перевод                          |
| ----------------------------- | ---------------- | -------------------------------- |
| ॐ नमो नारायणाय Oṃ Namo Nārāyaṇāya | Ом намо́ Нара́яна́я | Я приветствую/поклоняюсь Нараяне |

В «Нараяна-упанишаде» и «Шримад Бхагаватам» даны наставления по восьмислоговой мантре Нараяны. Считается, что тот, кто её декламирует, освобождается от дурной славы и достигает предназначенного ему срока жизни, обретает богатство и процветание, получает потомство и обретает контроль над своими чувствами. В конечном счёте ежедневное повторение мантры Нараяны дарует бессмертие: после земной жизни её практик отправится на Вайкунтху, мир Вишну, где нет ни беспокойства, ни ограничений.
В агиографии теолога вишишта-адвайты и основателя шри-вайшнавизма Рамануджи восьмислоговой мантре посвящён самостоятельный сюжет. Молодой Рамануджа хотел получить посвящение в мантру у одного из известных учителей по имени Гостипурна (Gosthi Purna, на тамил. — Tirukkottiyur Nambi). Рамануджа отправился из Шрирангама, где проживал, в соседний храм в Пудуккоттай, до которого было один-два дня пути. Под различными предлогами Гостипурна откладывал посвящение, проверяя терпение и намерение Рамануджи. Восемь раз Рамануджа возвращался ни с чем, сохраняя смирение. Наконец, Гостипурна дал Раманудже наставление и разрешение на чтение мантры. Ритуал состоялся при условии, что Рамануджа не будет раскрывать мантру непосвящённым. Восьмислоговая мантра считалась сакральной и могла передаваться только от учителя к ученику. Рамануджа под угрозой кармических последствий обязался её не распространять. Однако вдохновленный духовным сокровищем, Рамануджа уже на следующий день открыто её декламировал с вершины гопурама. С храмовой башни Рамануджа хотел донести мантру как можно большему числу душ во благо их спасения. Хотя его могли обвинить в нарушении обязательств и традиции, что было чревато кармическими последствиями, желание дать освобождение человечеству у Рамануджи возобладало. С тех пор восьмислоговая мантра вышла за пределы узкого сообщества посвящённых брахманов.
В Южной Индии мантре учат всех, вне независимости от касты и пола. Однако в Северной Индии её декламирование разрешено только брахманам. Представители других каст могут произносить мантру в сокращённой форме: «намо Нараяная».